# Marco Asinio Marcello (console 54)
Marco Asinio Marcello (lat. Marcus Asinius Marcellus; fl. I secolo) è stato un politico romano, console nel 54 d.C. con Marco Acilio Aviola alla morte dell'imperatore Claudio.
Fu descritto da Tacito  come "lodevole tra i suoi antenati".
Marcello era un importante e rispettato senatore sotto l'impero di Claudio e Nerone. Nel 60 fu coinvolto in uno scandalo legato a un pretore . Gli associati allo scandalo furono puniti. Sebbene Marcello fosse stato fatto cadere in disgrazia e i suoi complici giustiziati, non fu punito perché l'imperatore Nerone (suo terzo cugino) intervenne:
(Tacito, Annali, libro XIV, XL)
Marco Asinio Marcello ebbe un figlio con il suo stesso nome. Il giovane Marco Asinio Marcello fu un console nel 104 sotto l'imperatore Traiano.